# کفریا المعره
کفریا المعره (به عربی: کفریا المعرة) یک روستا در سوریه است که در ناحیه سنجار واقع شده‌است. کفریا المعره ۹۰۶ نفر جمعیت دارد.